# فرقه فرانسیسکن
فرقه راهبان کهتر (Order of Friars Minor) یا فرانسیسکن‌ها (Franciscans) به جمعیت پیرو عقاید فرانسیس قدیس گفته می‌شود. این فرقه از مهم‌ترین فرقه‌های عالم مسیحیت است و در میان مسیحیان جهان پیروان فراوان دارد. این فرقه تأثیرات عمده‌ای بر جریان اندیشه داشته‌است. در میان پیروان این فرقه می‌توان نام بزرگان بسیاری را دید. اندیشه فرانسیسکن‌ها اساساً بر مبنای فقر استوار است. به همین سبب بر فرقه فرانسیسکن و فرقه دومینیکن نام کلی فرقه‌های مسکینان را نهاده‌اند.

## تاریخچه
روند رشد و تکامل فرانسیسیان را می‌توان در چهار بخش خلاصه کرد. این چهار بخش مربوط به دوران نخستین (ده سال نخست فعالیت فرقه)، دوران شکوفایی (قرون سیزدهم تا پانزدهم میلادی)، دوران جدید (از قرن شانزدهم تا قرن نوزدهم میلادی) و دوران معاصر (از اول قرن بیستم تا امروز) می‌شود.

### دوران نخست
فرقه راهبان کهتر در سال ۱۲۰۹ توسط قدیس فرانسیس آسیزی تشکیل شد. در فوریه این سال هنگامی که فرانسیس در مراسم قداس شرکت جسته بود ناگهان با شنیدن آیاتی که کشیش، درباب اندرزهای عیسی به حواریون خویش، از روی انجیل می‌خواند حالش دگرگون شد. این آیات چنین بودند:
 همچنان که ره می‌سپارید، اعلام کنید که ملکوت آسمان‌ها بسی نزدیک است. بیماران را شفا بخشید و مردگان را زنده کنید و جذامیان را پاک سازید و دیوها را دفع کنید. رایگان یافته‌اید، رایگان دهید. زر و سیم و سکه خرد بهر نهادن در کمربندهای خویش فراهم میاورید، و خورجینی بهر راه و دو پیراهن و پای پوش‌ها و چوبدست: چه، کارگر سزاوار طعام خویش است.
فرانسیس پنداشت که این کلمات از زبان خود مسیح جاری می‌شود و او را مخاطب قرار داده پس مصمم گشت تا زندگی خود را بر این سیره ملکوتی از نو پی ریزد و در راه این اندیشه به تبلیغ بپردازد. او از بهار آن سال شروع به تبلیغ مسیحیت نمود و جمله مردم را به فقر دعوت کرد.

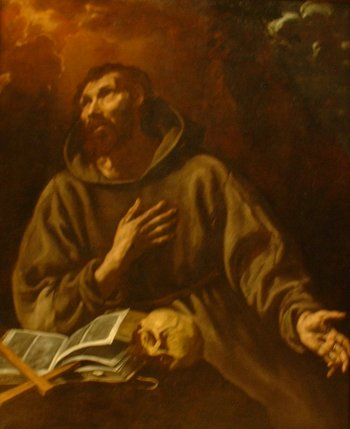
سنت فرانسیس؛ مؤسس فرقه رهبانان کهتر

در همین ایام خلوص نیت این راهب ساده اندک اندک در قلوب مردم رخنه کرد و خیلی زود دوازده تن مرد حاضر شدند که از تعالیم وی پیروی کنند. او برابری عدد این نخستین پیروانش را با عدد حواریون عیسی به فال نیک گرفت و اندرزی را که عیسی به حواریون خود داده بود شعار و دستورالعمل آن‌ها ساخت. فرانسیس و یارانش سنت رهبانیت (یعنی گوشه نشینی) را رها ساخته و پای پیاده، بی آن که اندک پولی داشته باشند به اطراف و اکناف می‌رفتند تا برای آیین خویش تبلیغ کنند. اینان خود را فراتر مینورس به معنای برادران کهتر می‌خواندند. فراتر (یا برادر) به این دلیل که خود را کشیش نمی‌دانستند و مینورس(یا کهتر) به این دلیل که باور داشتند کهترین و کوچکترین غلامان درگاه مسیح هستند. در این دوره مردم فرانسیسکن‌ها را بسیار مورد آزار قرار می‌دادند، آن‌ها را می‌زدند و حتی لباس از تن آن‌ها بیرون آورده و می‌ربودند؛ نصیحت فرانسیس به آنان این بود که هیچ مقاومتی نشان ندهند. نتیجه همین تساهل و نرم خویی فرانسیسکن‌ها این شد که اندک اندک خوی نرم این رهبانان در دل مردمان و به خصوص در قلوب دشمنان دین باوری رخنه کرد.
خلوص نیت فرانسیسکن‌ها و نیز ساده زیستی و نرم خوییشان موجب شد که در میان مردم ایتالیا جایگاه مذهبی و اجتماعی بالایی پیدا کنند. با پیمودن این قدم‌های بزرگ به فرانسیس گفته شد که برای تأسیس فرقه جدیدش نیازمند اجازه پاپ خواهد بود. پس در سال ۱۲۱۰ وی به همراه دوازده مرید خویش نزد پاپ اینوسنت سوم رفت و تقاضای خود را برای تأسیس فرقه‌اش به او عرضه داشت. پاپ به فرانسیس و یارانش توصیه کرد تا دست نگهدارند تا مرور زمان عملی بودن تعالیم این فرقه را به اثبات برساند اما پس از اصرارهای فراوان پاپ مجوز این فرقه را چندی بعد در همان سال صادر کرد.
پس از پذیرش فرقه توسط واتیکان اعضای فرقه وسط سر خود را به سنت رهبانان تراشیدند و خود را مکلف به رعایت نظامات فرقه خود و یک سلسله مراتب دانستند. بندیکتین‌های منطقه آسیزی نمازخانه‌ای موسوم به مریم مقدس فرشتگان را به این فرقه هدیه کردند. پیروان فرانسیس نیز در اطراف این نمازخانه بسیار کوچک برای خود کلبه‌هایی ساختند و بدین ترتیب اولین صومعه فرانسیسکن شکل گرفت.
پس از این هر روز عدد پیروان فرقه افزوده می‌شد تا جایی که دختر هجده ساله‌ای به نام کلارا دی سکیفی از فرانسیس رخصت خواست تا دومین شاخه فرقه فرانسیسکن‌ها را برای زنان بنیان نهد. این تصمیم که موجب خوشحالی فرانسیس گشته بود بلافاصله به اجرا درآمد و فرقه کلاراییان از آن پس تشکیل شد.

### دوران شکوفایی
میان سال‌های ۱۲۱۱ تا ۱۲۲۰ شروع شکوفایی فرقه فرانسیسکن‌ها بود. در این دوران فرانسیس راهی سفری به سوی فلسطین شد و در بازگشت با اختلافات جدی در فرقه‌اش رو به رو گشت. در این مدت عده پیروان فرقه بسیار بیش از حد اعتدال شده بود و کسانی که به گرویده بودند بیشتر از روی احساسات دست به این عمل زده بودند تا از روی عقل و ایمان؛ در برخورد با نظامات سختگیرانه فرقه این دسته از عوام از پیوستن به این فرقه پشیمان شده بودند. در سال ۱۲۲۰ فرانسیس از رهبری فرقه منصرف شد. در سال ۱۲۲۱ فرانسیس مقررات جدیدی را تنظیم کرد که به عهد فرانسیس معروف است. کلیسا پس از تکریم فراوان شخص فرانسیس، با کمی سست کردن سخت‌گیری‌های عهد، آن را تصویب کرد. بدین ترتیب دوران شکوفایی فرانسیسیان آغاز شد. بعد از تصویب عهد شاخه سوم فرقه فرانسیسکن‌ها به وجود آمد. این شاخه مشهور به گروه سوم بود. اعضا شاخه گروه سوم، مردم عادی بودند که با علاقه‌های این جهانی می‌خواستند تا جای ممکن از نظامات فرانسیسکن پیروی کنند.
دوران شکوه فرقه راهبان کهتر تقریباً هم‌زمان با مرگ فرانسیس داشت آغاز می‌شد. در زمان مرگ او اعضای فرقه پنج هزار نفر بودند. در آن زمان فرانسیسکن‌ها در نقاط مختلف اروپا از جمله مجارستان، آلمان، انگلستان، فرانسه و اسپانیا پراکنده بودند. در سال ۱۲۳۰ بار دیگر نظامات فرانسیسی را سختگیرانه دانستند و آن را تعدیل کردند. تا سال ۱۲۸۰ عدهٔ فرانسیسکن‌ها به ۲۰۰ هزار نفر و هشت هزار صومعه افزایش یافت. بعضی از افراد این فرقه به سوی فلسفه گرایش یافتند؛ عده‌ای دیگر به عالم علم گام نهادند؛ قلیلی از اینان اسقف، کاردینال و پاپ شدند و باز تعداد کمتری از فرانسیسکن‌ها قدیس شدند. عده‌ای نیز در این میان از مأموران دستگاه تفتیش عقاید گشتند.
در دوران قدرت و نفوذ این فرقه اختلافات زیادی نیز در میان پیروان به وجود آمده بود. یکی از اختلافات بر سر موافقت و مخالفت با شدت نظامات فرقه بود. اکثر اعضای فرقه رو به دیرها و صومعه‌های بزرگ آورده بودند در حالی که عده‌ای قلیل که مخالف کاستن شدت نظامات بودند در دیرهایی بسیار محقر روزگار می‌گذراندند. این عده قلیل را روحانی گران یا متعصبان می‌خواندند. روحانی گران معتقد بودند که عیسی و حواریون وی از مال دنیا هیچ نصیبی نداشتند. پاپ نیکلاس سوم این نظریه را در سال ۱۲۷۹ پذیرفت اما در سال ۱۳۲۳ میلادب پاپ ژان بیست‌ودوم آن را پنداری غلط عنوان کرد. این حکم پاپ دلیلی شد بر این که دستگاه تفتیش عقاید بسیاری از مؤمن‌ترین و متعصب‌ترین فرانسیسکنها را زنده زنده در آتش بسوزاند.

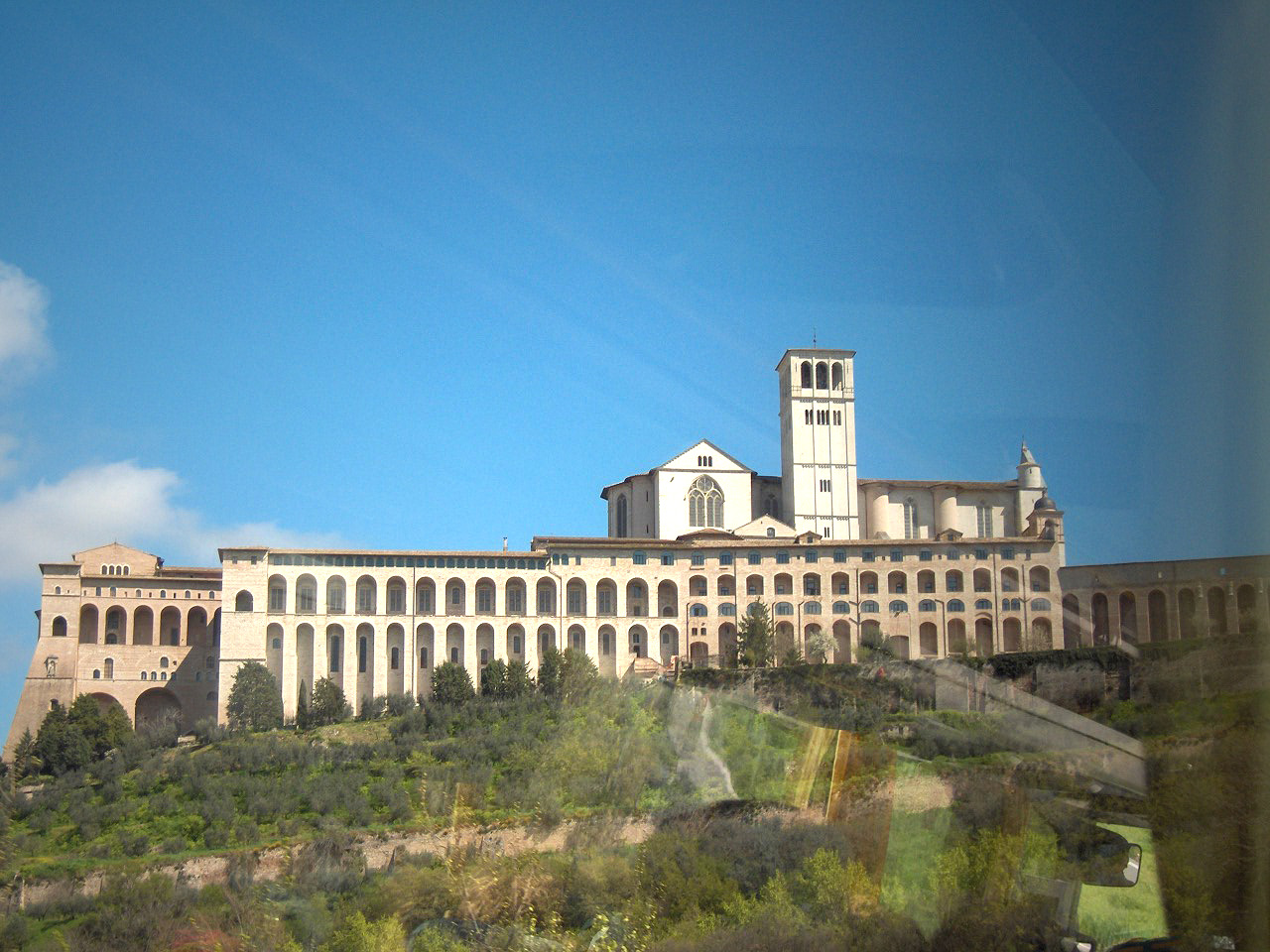
کلیسا و صومعه فرانسیس قدیس

اختلاف دیگر فرانسیسکن‌ها در دوران اوج شکوفایی فرقه‌شان بر سر عمل فرانسیسی بود. عده‌ای از اعضا بر این باور بودند که باید سنت مسکینی - عرفانی فرانسیس در اعمال پیروان او نیز حفظ شود. در نتیجه با ایجاد دیر و مدرسه مخالف بودند. اما عده‌ای دیگر معتقد بودند که ایده‌آل‌های فرانسیس را باید در نظامی کلامی به گوش دیگران رسانید. اینان به ایجاد دیر و مدرسه روی آوردند و مطالعات گسترده فلسفی و کلامی داشتند. از دل این گروه فلاسفه به نام مسیحیت بیرون آمدند.
دوران شکوفایی فرقه فرانسیسکن‌ها را می‌توان به نوعی تنازل از اصول اساسی فرقه دانست. به این معنا که در این دوران فرانسیسکن‌ها از آن فقر و جهل که مرادشان می‌گفت بسیار فاصله گرفتند و دست به تأسیس ساختمان‌های بسیار بزرگ و زیبا زدند. مقبره و کلیسای سنت فرانسیس در شهر آسیزی گواه بر این مدعاست.

### دوران جدید
در نیمه اول قرن شانزدهم میلادی به سبب مقررات وضع شده توسط پاپ لئون دهم تعداد شاخه‌های فرقه فرانسیسکن‌ها به طرز چشمگیری افزایش یافت. این امر از نظر عوام بسیار درست آمد و حتی عده بیشتری را جذب این فرقه کرد. اما این افزایش ضربه مهلکی به انسجام داخلی فرقه و نیز تحکم و سختگیری نظامات فرقه وارد کرد. به این سبب نیاز برای اصلاحات بنیادین در اصول فرقه پدید آمد و این امر در همان قرن شانزدهم متفق شد.
این اصلاحات منجر شد که شاخه‌های فراوان بی ریشه‌ای که در دل فرقه رهبانان کهتر به وجود آمده بودند غربال شوند. در نتیجه این اصلاحات بود که فرقه باز نظمی یافت و با وجود این که تعداد شاخه‌هایش بسیار فراوان‌تر از قبل شده بود دارای نظمی معقول شود. این شاخه‌ها عبارت بودند از راهبان کهتر باشلق پوش، فرانسیسکن‌های برهنه پا، آلکانتاریان، اصلاح خواهان در ایتالیا و غرقگان در تفکر در فرانسه.
عملاً پس از قرن هفدهم تأثیر فرانسیسکن‌ها بر عالم علم و اندیشه بسیار کمتر از سابق شد. با این وجود در عالم دین و عرفان مسیحی پس از آن نیز از پررنگ‌ترین فرقه‌ها بودند و حتی تا به امروز تأثیرات فراوانی بر این حوزه گذاشته‌اند.

### دوران معاصر
فرانسیسکن‌ها در قرن بیستم و قرن بیست و یکم نیز نقش خویش را به خوبی ایفا کرده‌اند. گروه سوم که در زمان حیات فرانسیس برای مردم عادی تشکیل شد تأثیرگذارترین شاخه فرانسیسکن‌ها در دوران معاصر است. اعضای این فرقه را امروز در میان معلمان، فعالان حقوق کودک، فعالان اجتماعی، وکلای مدافع، کشیشان، فرهیختگان دینی و بسیاری دیگر می‌بینیم. این شاخه از راهبان کهتر فعالیت‌های اجتماعی و مددکاری‌های گسترده می‌کنند و نقش عظیمی در حمایت از بیماران ایدز دارند. اینان هر انسانی را که طلب یاری کند، بدون در نظر گرفتن دین، مذهب و پیشینه اجتماعی و اقتصادی، مورد حمایت خود قرار می‌دهند. اینان به شاخه سکولار فرقه فرانسیسکن شهرت دارند.

## اندیشه فرانسیسی

### فقر
در آموزه‌های فرانسیس ثروت دام ابلیس عنوان می‌شود. فرانسیسکن‌ها می‌باید هر آنچه از مال دنیا داشتند را به فقیرتر از خود می‌بخشیدند. در حقیقت اندیشه فرانسیسی ایجاب می‌کند که هیچ‌یک از پیروان این فرقه دارا نباشند بلکه اگر مالی اندک به دستشان می‌رسد تنها واسطه‌ای برای رسیدن آن مال به فردی فقیرتر باشند. فرانسیس قدیس معتقد بود که اگر همه انسان‌ها از مال دنیا نصیبی داشته باشند برای مدافعه از اموالشان نیازمند به اسلحه خواهند بود. دارا بودن سبب حرص و آز می‌شود. افراد به مال یکدیگر چشم خواهند داشت و در نتیجه هر فرد برای حفظ مال خویش مجبور است به خشونت دست متوسل شود. این اعمال منافی سخنان مسیح دربارهٔ عهد مسیحیت است؛ بنابراین عهد، هر مسیحی باید خدای خویش و از پس آن همنوع خویش را دوست بدارد. مال و مکنت سبب کینه‌ورزی نسبت به همنوع می‌شود و بدین سان حکم اصلی مسیحیت نقض گشته و آدمی مرتکب اکبر گناهان شده‌است.
غیر از ارتکاب گناه به واسطه دارایی استدلال دیگری نیز نزد فرانسیسیان هست که به سبب آن متمایل به زندگی فقیرانه هستند. اعضای این فرقه بر مبنای سخن عیسی به حواریونش مبنی بر دوری از تجمل و تموّل و نیز سخنان او مبنی بر دوری از ثروت و آنچه خطر ثروت می‌نامد از نزدیکی به مال دنیا حذر دارند و آن را شر مطلق می‌دانند.
این نظریات دربارهٔ ثروت و نتایج وجود ثروت و انباشت آن نزد افراد و نیز انتاج گرایش به نوعی فقر عمومی موجب می‌شود که اندیشه فرانسیس قدیس و در نتیجه کل فرقه فرانسیسکن به اندیشه سوسیالیسم نزدیک شود. با این تفاوت که در سوسیالیسم مستقیماً بحث از تقسیم فقر و حرکت به سوی فقر مطلق پیش نمی‌آید اما در اندیشه فرانسیسی مقصود نهایی دربارهٔ مادیات صرفاً رسیدن به فقر مطلق است. اندیشه فرانسیسی حقیقت را نه در بالا که پایین و نه در بیشی که در کاستی می‌بیند.

### خوشی حقیقی
در اندیشه فرانسیسی نوعی از خود آزاری مشهود است. در اندیشه این فرقه می‌بینیم که خوشحالی و خوشبختی چیزی نیست جز زمانی که ما در بدترین شرایط به لحاظ جسمانی و روحانی قرار داشته باشیم و هم‌زمان بدترین برخوردها از سوی دیگران با ما انجام شود اما ما به سبب ایمانمان به تثلیث و محبت به خداوند و همنوعانمان در آن لحظه خشمگین یا اندوهگین نشده و به اعمال الهی مان ادامه دهیم. این بهترین شرایط برای یک فرانسیسکن است.
همچنین در راستای خود آزاری مذکور باید به استدلالی دیگر از استدلال‌های فرانسیسیان اشاره کرد. در اندیشه این فرقه انسان از زمان عمل به گناه نخستین تا لحظهٔ مرگ گناهکار است و باید برای این گناهکاری مکافات ببیند. رحم خداوند آنسان بالاست که عموم انسان‌ها را (الّا برخی افراد خاص) مورد بخشش خویش قرار می‌دهد اما این رحمت خداوندی دلیل بر عدم گناهکاری نیست. پس بجاست که ما به سبب گناهانمان خودمان را در همین جهان مجازات کنیم. این ریشه عمل خودزنی و خود آزاری جسمی در میان بعضی شاخه‌های این فرقه است.

## نظامات فرقه
فرانسیسکن‌ها نظامات پیچیده و بسیار دشواری دارند. تا جایی که اکثر این نظامات در گذر زمان تعدیل شده و اعضای این فرقه امروزه بسیار آسان‌تر در از عوان تشکیل آن روزگار ی گذرانند. با این حال اصولی در فرقه راهبان کهتر وجود دارد که پایدار مانده و شاید تنها از شدت آن کاسته شده باشد:

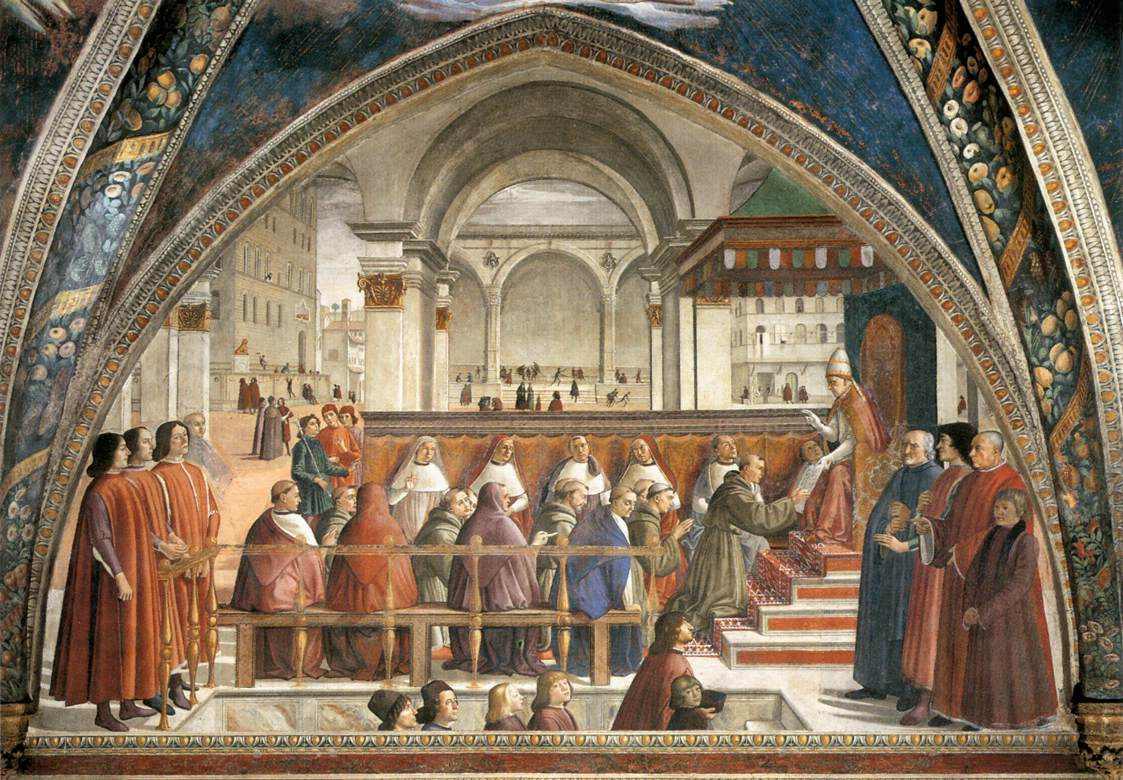
پذیرش نظامات فرقه فرانسیسکن توسط پاپ

اعضای فرقه فرانسیسکن موظفند که جامه‌ای خاص بپوشند. این جامعه به رنگ قهوه‌ای کدر است و جنس آن شبیه به جنس گونی است. اعضای شاخه کاپوچین (راهبان کهتر باشلق پوش) بر این لباس باشلقی را نیز افزودند که امروزه همهٔ فرانسیسکن‌ها از این لباس اخیر استفاده می‌کنند. دلیل رواج این لباس در میان فرانسیسکن‌ها به داستانی از زندگی فرانسیس بر می‌گردد که طی آن فرانسیس پس از رانده شدن از خانواده خویش همه لباس‌های خود را که از مال پدر خریداری شده بود از تن درمی‌آورد و عریان به خیابان می‌آید. در این حال یک باغبان برای این که جوانک لخت نباشد یک گونی را برداشته و بر سر او می‌اندازد تا تن وی دیده نشود. فرانسیس هم جای سر و دستان را در این گونی سوراخ می‌کند و تا آخر عمر با این پوشش به زندگی ادامه می‌دهد. لباس فرانسیسیان از این‌جا نشأت می‌گیرد.
فرانسیسکن‌ها در اوان تشکیل فرقه‌شان بر ترک زندگی سنتی رهبانی اصرار بسیار ورزیدند. این سنت رهبانان را افرادی گوشه‌نشین ساخته بود و آنان را مؤمنان بی عملی گردانده بود که مدام در کار دعا و نیایشند. فرانسیسکن‌ها از این سنت دست شسته و بدون کمترین پولی برای اشاعه مسیحیت و دعوت به فقر در شهرها و جاده‌ها به راه می‌افتادند. امروز این سنت کاملاً منسوخ شده و قریب به اتفاق فرانسیسکن‌ها امروزه تنها مقیم دیرها و صومعه‌های بزرگ خویش‌اند.
آیین فرانسیسی بسیار تحت تأثیر عرفان شرقی است. پیروان این فرقه به شیوه کهن شرقی هرگاه به یکدیگر می‌رسند عبارت «سلام خداوند بر تو» را بر زبان می‌راندند.
فرانسیسکن‌ها برای کلیسا احترام بی حدی قائلند. هر فرانسیسکن مکلف است اوامر کشیشان را -ولو نازل‌ترین راهب کلیسا را- اطاعت کند. فرانسیسکن‌ها باید در برخورد با هر کشیشی دست وی را ببوسند.

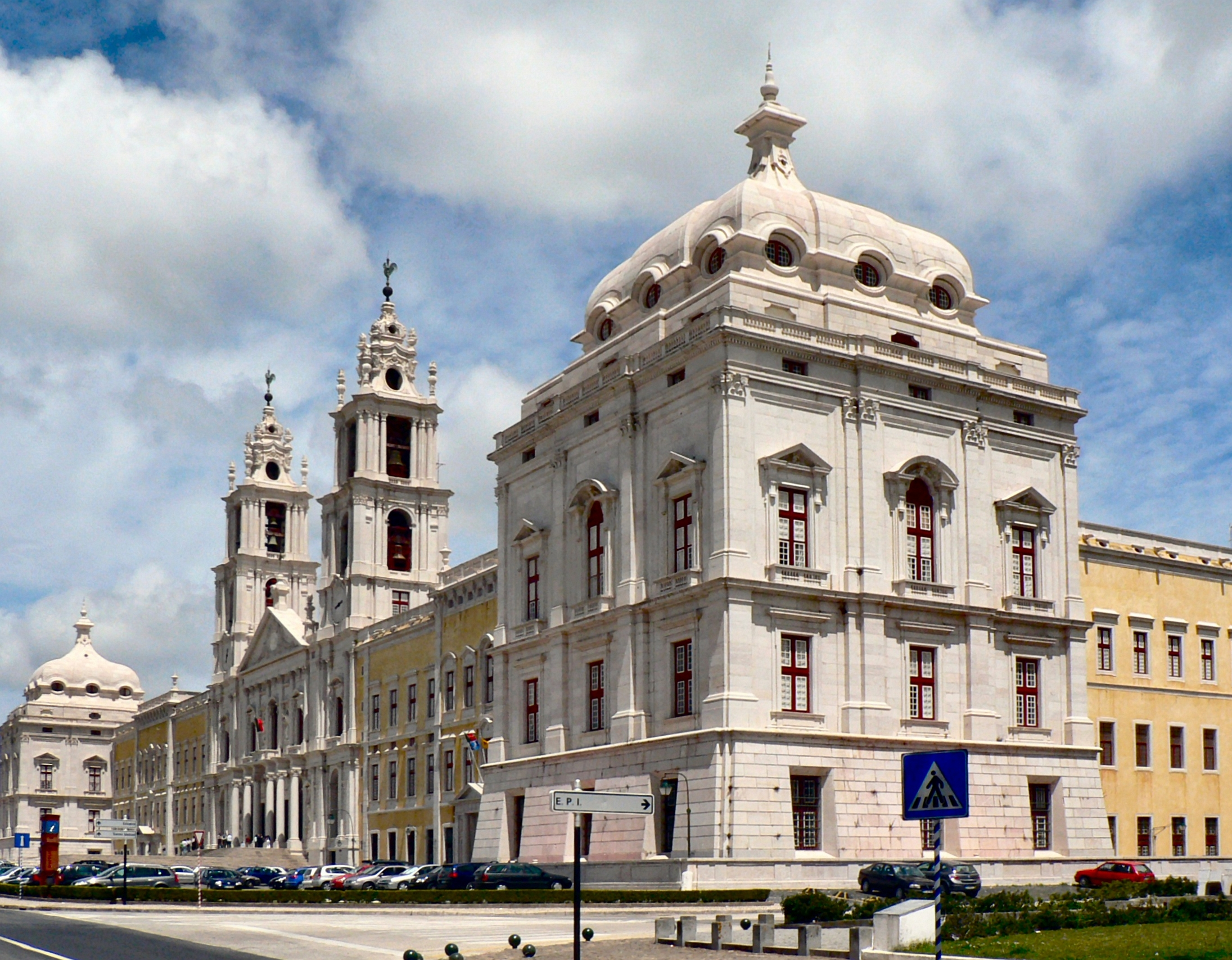
صومعه فرانسیسکن‌ها در پرتغال

پیروان فرقه راهبان کهتر می‌باید در جامعه کوچک خویش کمر به خدمت یکدیگر ببندند و مدام در خدمت به هم پیشی بگیرند.
در عوان تشکیل فرقه افراد را از اشتغال به تحصیل علوم و حکمت دلسرد می‌کردند. این تفاوت بزرگی میان فرقه فرانسیسکن و فرقه دومینیکن است. خود فرانسیس هیچ ارزشی برای معلومات غیرمذهبی قائل نبود. این حکم به مرور زمان از بین رفت تا جایی که کم از صد سال بعد از مرگ فرانسیس قدیس، از سرچشمه فرانسیسکن‌ها دانشگاه‌های بزرگی سیراب شدند.
فرانسیسیان می‌توانند در هنگام ایراد موعظه علاوه بر کلام عادی از آواز نیز استفاده کنند. حتی فرانسیس اعضای این فرقه را مجاز ساخته‌است که خنیاگران خدا باشند و با غزلسرایی و آوازخوانی برای خداوند مردم را سرگرم کنند.
اعضای این فرقه موظفند که حتی اگر بسیار آزار شدند با فرد آزارکننده تندی نکنند. اگر مالی از اینان دزدیده شد نباید پی دزد بگردند. در عین حالی که به اینان توصیه شده تا به سبب گناهانشان گاهی خود را عذاب کنند.

## تأثیرات
تأثیرات فرقه فرانسیسیان بر سیر اندیشه و تمدن بیشتر از اوج قرون وسطی تا اواخر رنسانس مشهود است. پس از نهضت اصلاح دینی، فرقه راهبان کهتر تا حدودی به حاشیه رفت و تنها به عنوان فرقه‌ای مذهبی به حیاتش ادامه داد. با این حال تأثیرات این فرقه در دوران شکوهش را می‌توان به دو دسته تاریخ و اندیشه تقسیم کرد.

### تأثیر بر روند تاریخ
تأثیرات اقتصادی، سیاسی و اجتماعی فرانسیسیان بر تمدن بشری بسیار اندک بوده‌است در نتیجه بحث بر سر تأثیرات تاریخی این فرقه بسیار اندک است.
اندیشه فرانسیسی تأثیر حدوداً کمی را بر دستگاه تفتیش عقاید گذاشت. در نیمه اول قرن سیزدهم چند تن از کاردینال‌های فرانسیسکن در دربار پاپ گرگوری نهم به جریان مجوز دادن تفتیش عقاید علیه بدعتگذاران سرعت بخشیدند و نیز بعدها تعدادی از فرانسیسکن‌ها بازرس دستگاه تفتیش عقاید شدند.
تأثیر دیگر فرانسیسکن‌ها در راستای شکل‌گیری رنسانس بود. اندیشه فرانسیسی زمانی که به دانشگاه‌ها راه یافت و با علم و فلسفه ترکیب شد راهی عظیم را به سوی آزاداندیشی گشود. اندیشمندان دانشگاهی فرانسیسکن راه علم و فلسفه را از راه الهیات جدا ساختند و مقدمه‌ای برای شکل‌گیری رنسانس فراهم آوردند. هرچند بروز دوران سیاه تفتیش عقاید این پیشرفت‌ها را خنثی کرد اما در بررسی رنسانس نمی‌توان تأثیر عقاید فرانسیسی را نادیده گرفت.
آخرین تأثیر تاریخی مورد بررسی را نمی‌توان چندان علمی قلمداد کرد. دربارهٔ فرانسیسکن‌ها همیشه بحث به تأثیراتشان بر شکل‌گیری اندیشه سوسیالیسم می‌رسد. مسلماً اندیشه فرانسیس قدیس رگه‌های مشابهی با اندیشه سوسیالیستی دارد اما این‌ها تنها مشابهت‌های ظاهری است. مسئله وسایل و اهداف این اندیشه هاست که کاملاً متفاوت از هم‌اند.

### تأثیر بر روند اندیشه
مهمترین تأثیر فرانسیسکن‌ها در دنیای اندیشه به قرن سیزدهم بازمی‌گردد. در این دوره عده‌ای از فرانسیسکن‌ها از سنت دانش ستیزی خود دست شستند و وارد حیطه علم و اندیشه شدند. اعضای این فرقه در حیات دانشگاه‌های پاریس و آکسفورد نقش بسزایی داشتند. پس از جدال فراوان میان اعضاء این فرقه و هیئت علمی دانشگاه پاریس بالاخره در سال ۱۲۳۱ فرانسیسکن‌ها موفق شدند یک کرسی استادی برای تدریس الهیات فرانسیسی به دست بیاورند. در سال ۱۲۴۹ فرانسیسیان، استودیا گنرالیا (مرکز تدریس الهیات خاص این فرقه) را در آکسفورد و تولوز تأسیس کردند.

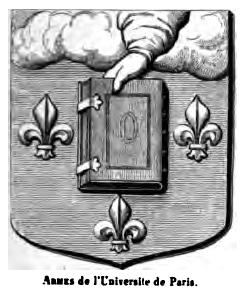
علامت دانشگاه پاریس

کشیشان غیر فرقه‌ای و نیز سکولارهای دانشگاه پاریس با ورود اعضای فرقه‌های مسیکنان مخالفت ورزیدند. این افراد معتقد بودند که هیچ فرقه‌ای محّق نیست که کرسی درس الهیات داشته باشد و اگر هم چنین اجازه‌ای به اعضای این فرقه‌ها داده می‌شود این فرقه‌ها نباید بیش از یک کرسی برای تدریس الهیات خود داشته باشند. در عین حال سکولارها بر مبنای این اعتراضات خود حمله‌های شدیدی به وضع دینی کردند. نتیجه آن شد که در سال ۱۲۵۷ انتشار هر سخنی علیه راهبان توسط غیر راهبان ممنوع اعلام شد.
اما مشاجرات میان رهبانان و سکولارها ادامه یافت تا آن جا که به تأسیس دانشگاه سوربن انجامید. این دانشگاه برای کم شدن فضای تنش در دانشگاه‌ها و نیز امکان تحصیل افراد غیر راهب تأسیس شد. تأسیس دانشگاه‌های سکولار از تأثیرات مهم فرانسیسکن‌ها و دومینیکن‌ها بوده‌است.
ر دوران اوج قرون وسطی جریان‌های فکری مختلفی از طریق فرقه‌ها خود را تثبیت کردند. پس از رواج ارسطوگرایی در دانشگاه‌ها جریان فکری آگوستنینی از طریق فرقه رهبانان کهتر حرکت مقابله جویانه خود را با این جریان آغاز کرد. آگوستینیان فرانسیسکن که هرگز روی خوشی به آراء ارسطو نشان نداده بودند به دانشگاه‌های پاریس و آکسفورد راه یافتند و به بیان آراء مخالف خود پرداختند. این خصومت آشکار با ارسطو در کنار پذیرش‌های جزئی آرائش خاص اندیشمندان فرانسیسی بود. با این وجود در اوایل قرن چهاردهم، دانز اسکوتوس ارسطوگرایی را در سنت فرانسیسی رواج داد و بیش از همه فرانسیسیان مقبول این فرقه قرار گرفت.

### شخصیت‌های برجسته
السکاندر آو هیلز: متأله بزرگ و نامی عالم مسیحیت در قرون وسطی. او در سال ۱۲۳۶ وارد فرقه فرانسیسیان شد.

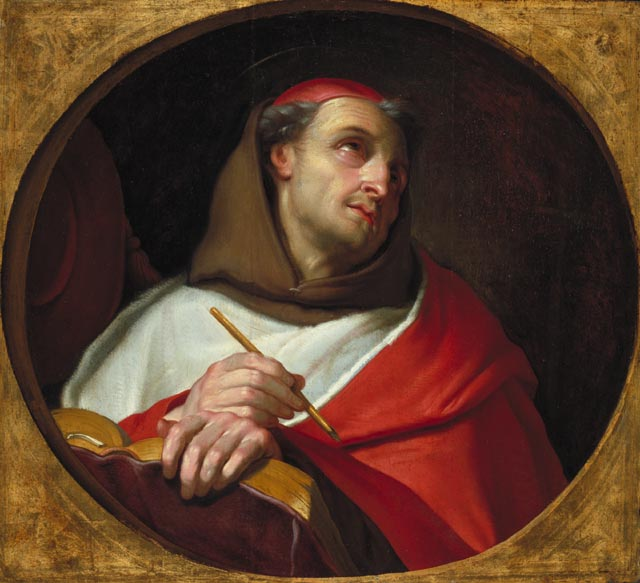
قدیس بوناونتورا

بوناونتورا: فیلسوف و متأله بزرگ قرون وسطی؛ این قدیس ایتالیایی در سال ۱۲۴۳ فرانسیسکن شد. وی هفتمین رئیس فرقه است و از سال ۱۲۵۷ به این مقام نایل شد.
راجر بیکن: فیلسوف و دانشمند نامی قرون وسطی؛ او در حدود سال ۱۲۵۶ به فرقه فرانسیسکن‌ها وارد شد. او که از آغازگران علم گرایی در اروپا است سنت فرانسیسی مبنی بر دوری از علوم غیر مذهبی را شکست.
دانز اسکوتوس: فیلسوف بزرگ قرون وسطی و از ستون‌های فلسفه مدرسی؛ او احتمالاً در اواخر قرن سیزدهم به فرقه فرانسیسیان روی آورده‌است. او از مؤثرترین چهره‌های این فرقه بر تاریخ اندیشه بشری است.
ویلیام اوکام: فیلسوف علم گرای قرون وسطی و آغازگر جریان جدایی علم و فلسفه از الهیات؛ او در جوانی (در سال ۱۳۰۹) به فرقه رهبانان کهتر پیوست. اوکام را می‌توان به نوعی آغازگر رنسانس دانست.
برناردینو سینایی: قدیس مشهور مسیحی؛ او در اوایل قرن پانزدهم به فرقه فرانسیسکن‌ها پیوست و در سال ۱۴۳۸ به قائم مقامی ریاست فرقه رسید.
پادره پیو: پادره پیو پیترلچینا در ۲۲ژانویه سال ۱۹۰۳ به فرقه فرانسیسکن‌ها پیوست. او یک کشیش کاتولیک کاپوچین ایتالیایی بود که توسط کلیسای کاتولیک قدیس اعلام شد. او را به عنوان بهترین سرمشق در فرقه فرانسیسکن می‌شناسند.